# Partido Socialista EDEK
O Movimento pela Social-Democracia (em grego: Κινήμα Σοσιαλδημοκρατών, EDEK) é um partido político de Chipre.
O partido foi fundado em 1969 por Vasos Lyssaridis.
Inicialmente, o partido seguia uma linha claramente socialista, defendendo a nacionalização da banca, das indústrias e das minas, e, defendia uma linha de não-alinhamento, além, de apoiar a unificação do Chipre com a Grécia.
Actualmente, o partido coloca-se no centro-esquerda, seguindo uma linha social-democrata, defendendo a integração do Chipre à União Europeia, além de, ter abandonado a defesa cipriota-grega, passando a defender a unificação do Chipre.
De destacar, que, a nível eleitoral, o EDEK é um partido de baixa influência, recolhendo, em média, 6% a 12% dos votos, muito atrás dos comunistas do Partido Progressista do Povo Trabalhador, o maior partido da esquerda cipriota.
O partido está afiliado à Internacional Socialista, à Aliança Progressista e ao Partido Socialista Europeu.

## Resultados eleitorais

### Eleições presidenciais
| Data | Candidato apoiado   | 1ª Volta | 1ª Volta   | 2ª Volta | 2ª Volta |
| Data | Candidato apoiado   | Votos    | %          | Votos    | %        |
| ---- | ------------------- | -------- | ---------- | -------- | -------- |
| 1983 | Vasos Lyssaridis    | 29 307   | 9,5 (3.º)  |          |          |
| 1988 | Vassos Lyssaridis   | 30 865   | 9,2 (4.º)  |          |          |
| 1993 | Pashalis Pashalidis | 66 300   | 18,6 (3.º) |          |          |
| 1998 | Vassos Lyssaridis   | 41 978   | 10,6 (3.º) |          |          |
| 2003 | Tassos Papadopoulos | 213 353  | 51,5 (1.º) |          |          |
| 2008 | Tassos Papadopoulos | 143 249  | 31,8 (3.º) |          |          |
| 2013 | Giorgos Lillikas    | 109 996  | 24,9 (3.º) |          |          |

### Eleições legislativas
| Data | Votos  | %          | +/-     | Deputados | +/-     | Notas                   |
| ---- | ------ | ---------- | ------- | --------- | ------- | ----------------------- |
| 1970 | 12 996 | 8,3 (5.º)  |         | 2 / 35    |         |                         |
| 1976 | N/D    | N/D        |         | 4 / 35    | 2       | Aliança com DIKO e AKEL |
| 1981 | 23 772 | 8,2 (4.º)  |         | 3 / 35    | 1       |                         |
| 1985 | 35 371 | 11,1 (4.º) | 2,9     | 6 / 56    | 3       |                         |
| 1991 | 37 264 | 10,9 (4.º) | 0,2     | 7 / 56    | 1       |                         |
| 1996 | 30 033 | 8,1 (4.º)  | 2,8     | 5 / 56    | 2       |                         |
| 2001 | 26 767 | 6,5 (4.º)  | 1,6     | 4 / 56    | 1       |                         |
| 2006 | 37 533 | 8,9 (4.º)  | 2,4     | 5 / 56    | 1       |                         |
| 2011 | 36 113 | 8,9 (4.º)  | Estável | 5 / 56    | Estável |                         |
| 2016 | 21 732 | 6,2 (4.º)  | 2,7     | 3 / 56    | 2       |                         |

### Eleições europeias
| Data | Votos  | %          | +/- | Deputados | +/-     | Notas           |
| ---- | ------ | ---------- | --- | --------- | ------- | --------------- |
| 2004 | 36 075 | 10,8 (4.º) |     | 0 / 6     |         |                 |
| 2009 | 30 169 | 9,9 (4.º)  | 0,9 | 1 / 6     | 1       |                 |
| 2014 | 19 894 | 7,7 (4.º)  | 2,2 | 1 / 6     | Estável | Aliança com KOP |